# Чіп ронський
Чіп ронський (Zingel asper) — вид риб родини окуневих (Percidae). Ендемік Франції. Раритетний вид риб, занесений до Червоного списку МСОП та інших природоохоронних документів.

## Опис
Невелика риба, 22 см завдовжки.

## Поширення
Поширений у басейні Рони у Франції. Відсутній у Женевському озері. 

## Охорона
Раритетний вид риб, занесений до Червоного списку МСОП (охоронна категорія: вид перебуває у небезпечному стані). На більшій частині ареалу стан природних популяцій виду наразі залишається нестабільним. У ряді регіонів спостерігається тенденція до зниження чисельності популяції виду. Тому чіп ронський занесений до Додатку 2 Бернської конвенції (охоронна категорія: вид підлягає особливій охороні), а також до також до Директиви Європейського Союзу 92/43/ЄС «Про збереження природних оселищ та видів природної фауни і флори» (Додаток IV. Види рослин і тварин, що становлять особливий інтерес для Європейського Союзу, які потребують суворих заходів охорони).